# Megadontomys
Megadontomys (Merriam, 1898) è un genere di roditori della famiglia dei Cricetidi.

## Descrizione

### Dimensioni
Al genere Megadontomys appartengono roditori di piccole dimensioni, con lunghezza totale tra 300 e 351 mm, la lunghezza della coda tra 150 e 185 mm e un peso fino a 113 g.

### Caratteristiche craniche e dentarie
Il cranio presenta il rostro e le ossa nasali larghe ed allungate. Gli incisivi sono robusti ed opistodonti, ovvero con le punte rivolte verso l'interno della bocca. I molari sono relativamente grandi.
Sono caratterizzati dalla seguente formula dentaria:

### Aspetto
L'aspetto è quello di un topo ricoperto da una pelliccia lunga, densa e setosa. Le parti dorsali variano dal fulvo al marrone scuro, mentre le parti ventrali sono bianco crema o grigiastre. Il muso è largo ed appuntito, solitamente il naso è nerastro, gli occhi sono grandi. Le orecchie sono relativamente piccole e cosparse di pochi corti peli. Le zampe sono bianche o brizzolate, grandi e allungate. La coda è più lunga della testa e del corpo.

## Distribuzione
Si tratta di roditori terricoli diffusi in Messico.

## Tassonomia
Il genere comprende 3 specie.
- Megadontomys cryophilus
- Megadontomys nelsoni
- Megadontomys thomasi